# Synergy (Software)
Synergy (englisch für Synergie) ist ein KVM-Open-Source-Programm, welches die Nutzung von einer Maus und einer Tastatur an mehreren PCs über ein Rechnernetz ermöglicht.

## Funktion
Das Programm ermöglicht die Nutzung je einer einzelnen Tastatur und Maus an mehreren Computern. Es leitet die Eingaben von Maus und Tastatur vom Host-PC an die entsprechenden Clients weiter, sobald mit dem Mauszeiger ein Rand des jeweiligen Desktops überschritten wird. Es lassen sich beliebig viele PCs auf diese Weise koppeln und die Verbindungen an den Rändern der Desktops so anordnen, wie die verschiedenen Geräte aufgestellt sind. Für den Benutzer ergibt sich somit der Eindruck, dass die Desktops aller angeschlossenen PCs zu einer Arbeitsfläche verbunden sind. Eine Besonderheit von Synergy ist, dass es für Windows (ab Win 95/NT) und alle Unix-Betriebssysteme (macOS, Linux, Solaris etc.) verfügbar ist und diese untereinander vernetzen kann.
Zusätzlich kann Synergy den Inhalt der Zwischenablage der PCs synchronisieren, wobei dies jedoch nur für reinen Text und Bitmaps möglich ist. Mittels Drag&Drop ist es auch möglich, Dateien zwischen den verbundenen Computern direkt zu kopieren. Dies wird aber bisher nur auf Windows und Mac OS X unterstützt.
Die Weiterleitung der Maus- und Tastatureingaben erfolgt über TCP/IP (Port 24800).

## Historie
Da das Programm von 2006 bis 2010 nicht mehr weiterentwickelt wurde, bildete eine Gruppe Entwickler einen Fork namens Synergy+, in dem zahlreiche Fehler behoben wurden und in den auch bereits neue Features eingeflossen sind (z. B. echte Dual-Monitor-Unterstützung auf der Gast-Maschine, sowie die Möglichkeit, temporär die Maus auf einen Monitor zu beschränken). Die Unterstützung für veraltete Windowssysteme (Win-9x-Linie) wurde aufgegeben.
2010 wurde Synergy+ wieder mit dem Originalprojekt Synergy zusammengeführt. Außerdem wollen die Entwickler ergänzende Projekte einbinden, was z. B. mit QSynergy, einer Qt-GUI für Synergy, bereits geschehen ist.
Seit 2014 werden neue Releases auf der Website des Herstellers nur noch gegen Bezahlung zum Download angeboten. Tägliche Testversionen stehen allen Nutzern zur Verfügung, schalten jedoch die Kommunikationsverschlüsselung nur mit entsprechenden Zugangsdaten nach Online-Aktivierung frei. Der gesamte Quellcode steht in einem öffentlichen Repository bereit, sodass das Kompilieren einer vollfunktionalen Version weiterhin möglich ist. Begründet wurde dieser Schritt mit unzureichenden Einnahmen durch Spender.

## Alternativen
- ShareMouse ist eine Alternative, die für macOS und Windows erhältlich ist.
- Nur für Microsoft Windows verfügbar sind die Alternativen Multiplicity, Input Director und Mouse Without Borders[3]
- Teleport ist eine Alternative nur für Mac OS X.
- „Barrier“ basiert auf der Version 1.9 von Synergy[4] und ist für MS Windows 64-bit, Mac OS X und verschiedene Linux-Distributionen erhältlich.
- x2x ist eine weitere Möglichkeit, mehrere X11-basierte Systeme zu steuern.